# Paraeboria
Paraeboria là một chi nhện trong họ Linyphiidae.